# Маска Агамемнона
«Маска Агамемнона» — золотая погребальная маска середины второго тысячелетия до нашей эры, найденная в 1876 году в Микенах Генрихом Шлиманом. Своё название получила от легендарного царя Агамемнона, поскольку Шлиман был уверен, что нашёл его могилу. Однако по времени создания маска является более древней.

## История
Маска была найдена в ходе раскопок возле Львиных ворот, на западной стороне микенских укреплений. Шлиман обнаружил группу захоронений (могильный круг А) второй половины XIII века до н. э., состоящую из пяти шахтовых гробниц. В них было найдено 19 скелетов (8 мужских, 9 женских, 2 детских). Лица некоторых мужчин были покрыты золотыми масками. Кроме них, в захоронениях были найдены золотые диадемы, пряжки, серьги и золотые весы для «взвешивания душ». Общий вес золотых сокровищ составил 15 килограммов.
Шлиман был уверен, что нашёл гробницу легендарного царя. Королю Греции он писал: «С величайшей радостью сообщаю Вашему Величеству, что мне удалось найти погребения, в которых были похоронены Агамемнон, Кассандра, Эвримедон и их друзья, умерщвленные во время трапезы Клитемнестрой и её любовником Эгистом». В гробницах было найдено 5 золотых погребальных масок, последнюю из них по времени обнаружения Шлиман связал с легендарным царём Микен.
Маска изображает лицо пожилого бородатого человека с тонким носом, близко посаженными глазами и крупным ртом. Лицо соответствует индоевропейскому типу. Кончики усов подняты вверх в форме полумесяца, около ушей видны бакенбарды. Маска имеет отверстия для нити, которой её крепили к лицу покойного.
Все найденные в гробницах артефакты, включая маску Агамемнона, находятся в экспозиции Национального археологического музея Афин. В археологическом музее Микен выставлена копия маски.